# Rapoto V. von Bayern
Rapoto V. von Bayern († 14. April 1099 in Regensburg), auch als Rapoto II. von Cham bekannt, war ein bayerischer Adeliger aus dem wohlhabenden Geschlecht der Diepoldinger-Rapotonen. Er war Sohn Rapotos IV. von Cham und Mathildes von Chiemgau, Tochter des Grafen Sieghard VII. Er galt zu Lebzeiten als einer der mächtigsten und einflussreichsten Männer seiner Zeit im Heiligen Römischen Reich. Rapoto war Pfalzgraf von Bayern, Graf von Cham, Graf im Inntal, Graf von Vohburg und Graf im Augstgau, zudem Vogt von St. Emmeran, Münchsmünster, Paulsnonnen (Mittelmünster) und St. Paul in Regensburg.

## Leben und Wirken
Rapoto V. wurde wahrscheinlich als der Älteste von drei Söhnen Rapotos IV. geboren. Gemeinsam mit seinen beiden Brüdern Ulrich, dem Vielreichen, und Hermann von Vohburg, der 1096 Augsburger Bischof wurde, zählte er zu den mächtigsten und einflussreichsten Personen seiner Zeit im Heiligen Römischen Reich und im Herzogtum Bayern. Wie seine gesamte Familie war auch Rapoto entschiedener Gegner der Anhänger Papst Gregors VII. und dessen Reformen. Sein Einfluss und seine Macht an der Seite des römisch-deutschen Kaisers Heinrich IV. wuchs dadurch stetig an. Er wurde bald zu einer der mächtigsten und einflussreichsten Personen im Heiligen Römischen Reich. Rapoto hatte so zahlreiche Besitzungen, dass es heißt, er habe bei Reisen nach Rom stets auf eigenen Besitzungen nächtigen können.
Von 1070 bis 1095 ist Rapoto V. als Vogt von St. Emmeran nachweisbar.
Rapoto tritt am 17. Juli 1072 bei der Weihe der Klosterkirche Michaelbeuern in Erscheinung. Gemeinsam mit seinem Vater und seinem Bruder Ulrich wird er dabei als Zeuge genannt.
1079 tritt infolge des Investiturstreits neben Pfalzgraf Kuno I. von Rott im Künziggau und Rottachgau auch ein Rapoto im ehemals Vornbach’schen Kernland auf. Zweifelsohne dürfte es sich hierbei um Rapoto V. gehandelt haben, da bereits 1078 sein Bruder Ulrich in diesem Raum als neuer Graf von Passau auftrat. Die papsttreuen Vornbacher wurden somit aus dem niederbayerischen Raum zurück an den Inn gedrängt.
Rapoto V. war verheiratet mit Elisabeth aus Lothringen. Ihre Abstammung ist nicht mehr genau bestimmbar. Ebenso streiten sich Historiker darüber, ob sie die Witwe Kunos I. oder dessen bereits 1081 gefallenen Sohnes Kuno II. war. Durch den Tod seines Schwiegervaters im Jahre 1082 und durch diese Ehe fielen ihm umfangreiche und wohlhabende Besitzungen zu, so unter anderem die Herrschaft Vohburg und die Vogtei zu St. Paul in Regensburg. 
Im Jahre 1080 folgte Rapoto V. seinem verstorbenen Vater Rapoto IV. als neuer Graf von Cham sowie Vogt von Michaelbeuern. Entweder zwei Jahre später, 1082, oder spätestens 1086, als er erstmals im Amt erwähnt wurde, übernahm er das Amt des Pfalzgrafen von Bayern. So wird er am 29. April 1086 erstmals als Pfalzgraf erwähnt. Die Belehnung geschah durch Kaiser Heinrich IV., welcher sich aufgrund des ohne männlichen Erben verstorbenen Kuno von Rott auf sein kaiserliches Wahlrecht berufen konnte. Seine Wahl fiel dabei auf Rapoto, welcher nicht nur durch seine Ehe eine geblütsmäßige Voraussetzung für die Anwartschaft erwarb, sondern er galt auch als kognatischer Urenkel Pfalzgraf Hartwigs II. von Bayern über seine Mutter Mathilde und seine Großmutter Bilihild. Durch diese Belehnung als Nachfolger Kunos von Rott kehrte Heinrich IV. also zu einem Nachkommen der Pfalzgrafen aus dem Hause der Aribonen zurück. 
Am 8. August 1083 schleifte Rapoto V. gemeinsam mit dem Augsburger Bischof Siegfried II. und Herzog Friedrich I. von Schwaben als zuständiger Graf im schwäbischen Augstgau die Raubritterburg Siebnach.
Ab 1090 tritt Rapoto V. als Graf von Vohburg auf. Im Juli desselben Jahres tritt er als Vogt des Klosters Münchsmünster auf.
1095 wird er auch als Vogt des Klosters Mittelmünster in Regensburg genannt. 
Ein Jahr später tritt er in einer Schenkung an das Augsburger Domstift in Erscheinung. In welchem Zusammenhang diese steht, ist nicht bekannt. Jedoch wurde sein Bruder Hermann in jenem Jahr neuer Augsburger Bischof. Dies gelang ihm mithilfe seines Bruders Ulrich, welcher mit 500 Talenten Silber Kaiser Heinrich IV. bestach. Inwieweit Rapoto V. in die Bestechung involviert war bzw. ob die Schenkung in diesem Zusammenhang zu sehen ist, ist unbekannt.
Am 14. März 1097 tritt Rapoto in der unteren Alpengrafschaft auf. Diese lag auf dem rechten Innufer zwischen Ziller und Simssee. Dabei dürfte es sich wohl um den Regensburger Anteil des Inntales gehandelt haben.
Während eines Aufenthaltes im Gefolge Heinrichs IV. in Regensburg erkrankte Rapoto V. an der dort grassierenden Seuche. Welcher Art diese Seuche war, ist unbekannt. Rapoto starb daran am 14. April 1099 in Regensburg. Da Rapoto V. kinderlos verstarb und sein jüngerer Bruder Ulrich bereits im Februar 1099 verstorben war, fiel sein gesamtes Erbe an seinen Vetter Diepold III. Das Pfalzgrafenamt ging den Diepoldinger-Rapotonen dabei wieder verloren, da der Kaiser wieder von seinem Wahlrecht Gebrauch machte und Engelbert I. von Görz als neuen Pfalzgrafen von Bayern einsetzte.